# Сарыоба (станция)
Сарыоба (каз. Сарыоба) — станция в Аршалынском районе Акмолинской области Казахстана. Входит в состав Сарыобинского сельского округа. Код КАТО — 113453500.

## География
Станция расположена в северо-восточной части района, на расстоянии примерно 47 километров (по прямой) к северу от административного центра района — посёлка Аршалы, в 8 километрах к северу от административного центра сельского округа — села Сарыоба.
Абсолютная высота — 411 метров над уровнем моря.
Ближайшие населённые пункты: село Булаксай — на севере, аул Акжар — на востоке, село Сарыоба — на юге.
Через станцию проходит Южно-Сибирская железнодорожная магистраль.

## Население
В 1989 году население станции составляло 598 человек (из них русские — 51%, казахи — 27%).

В 1999 году население станции составляло 686 человек (328 мужчин и 358 женщин). По данным переписи 2009 года, в населённом пункте проживало 685 человек (331 мужчина и 354 женщины).
| Численность населения | Численность населения | Численность населения |
| 1989                  | 1999                  | 2009                  |
| --------------------- | --------------------- | --------------------- |
| 598                   | ↗686                  | ↘685                  |

## Улицы[6]
- переулок Богембая
- переулок Коктем
- ул. Бейбитшилик
- ул. Достык
- ул. Темиржолшылар